# Jonas Gysin
Jonas Gysin (* 1980) ist Mitgründer und war Vorsitzender der rechtsextremen Partei National Orientierter Schweizer (PNOS).

Jonas Gysin

## Partei und weitere politische Aktivitäten
Jonas Gysin gründete am 1. September 2000 zusammen mit Sacha Kunz in Liestal die Partei National Orientierter Schweizer (PNOS). Zuvor waren beide Mitglieder der Neonazi-Organisation Blood and Honour, verliessen diese jedoch wegen der Parteigründung. Gysin war seit der Gründung bis zum Juni 2003 Vizepräsident der Partei. Zudem amtete er eine Zeit lang als Mediensprecher der PNOS. Danach übernahm er das Amt des Parteivorsitzenden. Am 21. August 2005 gab er seinen Rücktritt „aus privaten Gründen“ bekannt.
Gysin pflegte Kontakte zu fast allen rechtsextremistischen Gruppierungen in der Schweiz, wie beispielsweise zur Avalon-Gemeinschaft, der mehrere Holocaust-Leugner angehören. Am 11. Juni 2005 sollte Gysin auf dem von der NPD organisierten Neonazi-Festival „Fest der Völker“ im thüringischen Jena zusammen mit anderen prominenten europäischen rechtsextremen Kadern als Redner auftreten. Das Fest steht im Zusammenhang mit der Formierung einer „Europäischen Nationalen Front“ (ENF), einem 2004 gegründeten Zusammenschluss mehrerer neofaschistischer und nationalistischer Parteien und Organisationen in Europa. Aus unbekannten Gründen blieb Gysin der Veranstaltung aber fern.

## Strafen
Jonas Gysin wurde im September 2003 zu einer bedingten Gefängnisstrafe von 30 Tagen verurteilt. Im Sommer 2001 hatte er zusammen mit Kunz einen Minderjährigen zusammengeschlagen, da dieser angeblich die Freundin von Kunz belästigt hätte. Kunz erhielt wegen Körperverletzung eine bedingte Gefängnisstrafe von 16 Monaten und 15 Tagen.
Am 1. Juli 2005 wurde Gysin zudem vom Bezirksamt Aarau zusammen mit drei weiteren Vorstandsmitgliedern der Partei zu Geldstrafen zwischen 300 und 500 Franken wegen Rassendiskriminierung verurteilt. In dem Urteil heisst es, die PNOS habe öffentlich gegen Personen wegen ihrer Rasse, Ethnie oder Religion zu Hass und Diskriminierung aufgerufen und sie habe „öffentlich Ideologien verbreitet, die auf die systematische Herabsetzung oder Verleumdung der Angehörigen einer Rasse, Ethnie oder Religion gerichtet sind“. Gysin und ein ehemaliges Vorstandsmitglied wurden auch wegen der Annahme und Veröffentlichung des 20-Punkte-Parteiprogramms verurteilt. Dieses beinhalte eine kollektive Schmähung der Ausländer, indem diesen Menschenrechte abgesprochen werden und zur Rückführung kulturfremder Ausländer aufgerufen wird. Gysin legte gegen das Urteil Rekurs ein.
Am 5. April 2006 wurde er vom Bezirksamt Schwyz von den Vorwürfen: „Teilnahme an einer unerlaubten Kundgebung und mehrfache Verletzung der Strassenverkehrsordnung (anlässlich des Nationalfeiertages 2005)“ freigesprochen.